# Nastro della consapevolezza

Il nastro rosso è internazionalmente usato come simbolo della lotta all'AIDS

Con l'espressione nastro della consapevolezza si indicano piccoli nastri ripiegati ad anello, o loro raffigurazioni, usati in Canada, Australia, Regno Unito, Stati Uniti d'America e in molte altre parti del mondo per indicare che chi lo indossa sostiene una particolare causa o problema.

## Significati
Il significato del nastro della consapevolezza varia a seconda del suo colore. Molti gruppi hanno utilizzato i nastri come simbolo di sostegno o consapevolezza, con il risultato che cause diverse spesso condividono lo stesso colore.
Alcune cause inoltre possono essere rappresentate da più di un colore. Il rosso o il verde-acqua possono rappresentare l'abuso di sostanze, mentre il violetto o il bianco possono rappresentare la Malattia di Alzheimer.
Uno degli esempi più famosi è il nastro rosso utilizzato come simbolo internazionale delle campagne per la lotta contro l'AIDS.

## Uso
I nastri della consapevolezza vengono spesso attaccati ai capi d'abbigliamento o legati intorno ad oggetti quali, ad esempio, le antenne delle macchine. Quando si vuole sostenere fermamente una posizione, grossi nastri possono essere annodati intorno ad oggetti quali, ad esempio, gli alberi e i pali.
Raffigurazioni dei nastri della consapevolezza possono anche avere l'aspetto di adesivi, adesivi per auto o calamite che spesso vengono attaccati sulle automobili.
L'idea di un nastro della consapevolezza usato come accessorio per automobili è diventata popolare dopo il successo del nastro giallo "Sostieni le nostre truppe", una calamita prodotta da Magnet America a King, nella Carolina del Nord.
I nastri sono inoltre usati come segno di lutto. Molti ad esempio, indossarono un nastro nero dopo il massacro al Virginia Polytechnic Institute.

## Critiche
Il proliferare del "nastro della consapevolezza" è stato criticato in quanto considerato una forma di attivismo pigro, che permette alla gente di "mostrare il proprio sostegno" senza un investimento di tempo o denaro. L'attore George Carlin ha denunciato questo particolare tipo di attivismo pigro nella sua opera, e ha suggerito, come risposta scatologica, di indossare un nastro marrone.